# Engineering (magazine)
Engineering est un magazine britannique mensuel. Créé en 1865, il relate tous les faits ayant un rapport avec le monde de l'entreprise : innovations techniques ou technologiques. Il est d'ailleurs décrit comme un magazine « pour les innovateurs en technologies, entreprises et management. »